# Guru Guru
Guru Guru é uma banda de krautrock alemão formada em 1968 por  Mani Neumeier (bateria) e Uli Trepte (baixo) e Jim Kennedy (guitarra), mais tarde substituído por Ax Genrich Kennedy, compondo assim a formação clássica do grupo.
Guru Guru estavam relacionados com a cena do free jazz tanto através de seu trabalho com a pianista suíça Irène Schweizer, como por seu líder, Neumeier, que já ganhou vários prêmios de jazz. A banda também foi influenciada por músicos de rock como Jimi Hendrix, Frank Zappa, The Who, Rolling Stones e os álbuns da fase inicial do Pink Floyd.
Entre as bandas próximas do Guru Guru estão o Amon Düül II, Can e Xhol Caravan, com as quais o grupo participou de diversas jam sessions.
O frontman, Mani Neumeier (baterista e vocalista), tem um estilo original de tocar, e é muito conhecido na cena do jazz rock europeu. Ele também estava envolvido em vários outros projetos, como Tiere der Nacht, The Psychedelic monsterjam, Network de Damo Suzuki, Globe Unity Orchestra, Harmonia, Acid Mothers Guru Guru, VoodooTrance e Lover 303.

## Discografia
- 1970 UFO
- 1971 Hinten
- 1972 Känguru
- 1973 Guru Guru
- 1973 Don't Call Us, We Call You
- 1974 Dance of the Flames
- 1974 Der Elektrolurch(2 LP)
- 1975 Mani und seine Freunde
- 1976 Tango Fango
- 1977 Globetrotter
- 1978 Live (2 LP)
- 1979 Hey du
- 1981 Mani in Germani
- 1983 Mani Neumeiers neue Abenteuer (aka Guru Mani … )
- 1987 Jungle
- 1988 Guru Guru 88
- 1988 Live 72
- 1992 Shake Well – MC
- 1993 Shake Well
- 1995 Wah Wah
- 1996 Mask (limited edition)
- 1997 Moshi Moshi
- 1999 Live 98 (3 CD - Set, also on 2 LP)
- 2000 2000 Gurus
- 2003 Essen (live) 1970
- 2005 In the Guru Lounge
- 2007 Wiesbaden ( live) 1972
- 2008 PSY
- 2009 (Live) on tour 2008
- 2009 Wiesbaden ( live)1973
- 2011 Doublebind
- 2013 Electric Cats
- 2016 Acid Guru Pond (Split Album- Bardo Pond, Guru Guru, Acid Mothers Temple)

### Oficiais
- Página oficial do Guru Guru
- Página oficial do Mani Neumeier

### Informações
- Guru Guru (em inglês) no AllMusic
- Guru Guru (em inglês) no Discogs
- Discografia de Guru Guru no MusicBrainz
- Guru Guru no Last.fm